# Marek Viedenský
Marek Viedenský (* 18. srpna 1990, Handlová, Československo) je slovenský hokejista. Hraje na pozici centra.

## Klubová kariéra
Marek Viedenský působil na mládežnické úrovni na Slovensku v klubech MšHK Prievidza a HC Dukla Trenčín. V zámoří hrál za Prince George Cougars, Saskatoon Blades, San Francisco Bulls a Worcester Sharks.
V roce 2009 ho draftoval ze 189. místa klub NHL San Jose Sharks.

## Reprezentace
Zahrál si za Slovensko na světovém šampionátu osmnáctiletých v roce 2008. Reprezentoval Slovensko i na mistrovství světa dvacetiletých v letech 2009 a 2010.
V roce 2014 ho trenér Slovenska Vladimír Vůjtek vzal na mistrovství světa 2014 v Bělorusku. V úvodním utkání proti České republice (porážka 2:3 v prodloužení) vstřelil jednu branku.
Statistiky reprezentace na Mistrovstvích světa a Olympijských hrách:
| Turnaj             | Místo konání              | Z  | G | A | B | Umístění | Soupisky         |
| ------------------ | ------------------------- | -- | - | - | - | -------- | ---------------- |
| MS 2014            | Bělorusko (Minsk)         | 7  | 3 | 1 | 4 | 9. místo | Soupiska MS 2014 |
| MS 2015            | Česko (Praha, Ostrava)    | 7  | 1 | 0 | 1 | 9. místo | Soupiska MS 2015 |
| MS 2016            | Rusko (Moskva, Petrohrad) | 6  | 0 | 4 | 4 | 9. místo | Soupiska MS 2016 |
| Celkem na MS (3x)  |                           | 20 | 4 | 5 | 9 |          |                  |
| Celkem na ZOH (0x) |                           | 0  | 0 | 0 | 0 |          |                  |